# Gonomyia kraussi
Gonomyia kraussi là một loài ruồi trong họ Limoniidae. Chúng phân bố ở miền Australasia.